# فيو (عرض اعلامي على الانترنت)
فيو هي شركة عرض اعلامي على الانترنت ومقرها هونج كونج تقدم خدمة وسائط من أعلى (OTT) تدفق الفيديو مقدم من بي سي سي دبليو لوسائل الإعلام ، وهي شركة تابعة ل (بي سي سي دبليو). تعمل فيو بنموذج مزدوج الإيرادات يشتمل على الاشتراكات والإعلانات ، وتقدم (فيو) المحتوى من أنواع مختلفة من أفضل مزودي المحتوى في آسيا مع ترجمة باللغة المحلية ، بالإضافة إلى سلسلة الإنتاج الأصلية في إطار مبادرة «فيو أورجينال».
فيو متاحة الآن في 31 سوقًا في آسيا وإفريقيا والشرق الأوسط وأستراليا بما في ذلك هونغ كونغ وسنغافورة وتايلاند والفلبين والإمارات العربية المتحدة والبحرين ومصر وإندونيسيا والهند والعراق والأردن والكويت وماليزيا وعمان وقطر والسعودية وميانمار وجنوب أفريقيا وليسوتو وسوازيلاند وزامبيا وبوتسوانا وناميبيا ورواندا وكينيا وتنزانيا وملاوي وأوغندا وإثيوبيا وغانا ونيجيريا. اعتبارًا من نهاية شهر ديسمبر 2018 ، كان لديها أكثر من 30 مليون مستخدم نشط شهريًا .

## روابط خارجية
- الموقع الرسمي